# 牛潭山
牛潭山是香港新界西北的一座山峰，位於元朗新市鎮和粉嶺／上水新市鎮之間，海拔337米。牛潭山原名鼇潭山，得名自其南的龍潭山（雞公嶺主峰上的東峰）上名為「鼇潭」的小溪。牛潭山東西兩半沿山脊分屬北區和元朗區，並不屬於郊野公園範圍。由牛潭山和雞公嶺之間的山坳開始，有軍車路通住潭尾軍營；而另一方向，則有小徑通住蕉徑。
牛潭山西南部為牛潭尾（鼇潭尾？／悠潭美？），是一平坦谷地和鄉村地帶。
由於牛潭山位置偏僻，亦不屬於郊野公園範圍內，交通不便，平日極少行山人士前往，雖然山體並不陡峭，但山徑雜草較多，亦不易找到其他行山人士協助，故不適合初階行山人士郊遊。